# Розуа (Йонна)
Розуа́ (фр. Rosoy) — муніципалітет у Франції, у регіоні Бургундія-Франш-Конте, департамент Йонна. Населення — 1071 особа (01.01.2021).
Муніципалітет розташований на відстані близько 110 км на південний схід від Парижа, 160 км на північний захід від Діжона, 45 км на північний захід від Осера.

## Демографія
Динаміка населення (INSEE ):

## Економіка
2010 року серед 675 осіб працездатного віку (15—64 років) 499 були активними, 176 — неактивними (показник активності 73,9%). З 499 активних мешканців працювало 457 осіб (254 чоловіки та 203 жінки), безробітними було 42 (12 чоловіків та 30 жінок). Серед 176 неактивних 51 особа була учнем чи студентом, 67 — пенсіонерами, 58 були неактивними з інших причин.

У 2010 році в муніципалітеті числилось 418 оподаткованих домогосподарств, у яких проживали 1082,5 особи, медіана доходів виносила 20 867 євро на одного особоспоживача